# أدريان مينينديز ماسيراس
أدريان مينينديز ماسيراس (بالإسبانية: Adrián Menéndez) مواليد 28 أكتوبر 1985 في ماربيا، هو لاعب كرة مضرب إسباني بدأ مسيرته كمحترف سنة 2005 يلعب باليد اليمنى ويحتل حالياً المرتبة رقم. 160 (1 فبراير 2016) في تصنيف رابطة محترفي كرة المضرب. أعلى تصنيف له في الفردي كان المركز الـ 111 في سنة 2015.

## وصلات خارجية
- أدريان مينينديز ماسيراس على موقع رابطة محترفي التنس (الإنجليزية)
- أدريان مينينديز ماسيراس على موقع الاتحاد الدولي لكرة المضرب (الإنجليزية)
- أدريان مينينديز ماسيراس على موقع خلاصة التنس.كوم (الإنجليزية)